# 75a Brigada Mixta (Exèrcit Popular de la República)
La 75a Brigada Mixta va ser una unitat de l'Exèrcit Popular de la República creada durant la Guerra Civil Espanyola. Situada en el front de Madrid, no va tenir un paper rellevant al llarg de la contesa.

## Historial
La unitat va ser creada al febrer de 1937 a partir del desdoblament de la 6a Divisió, en el front del Centre. El comandament de la brigada va recaure en el comandant d'infanteria Miguel Melero Blanco. Un mes després, al març, la 75a Brigada Mixta es va traslladar fins a Andújar per a participar en el setge del Santuari de la Mare de Déu de la Cabeza.
Tornaria a Madrid, on entre el 10 i el 14 d'abril va intervenir en un fallit assalt sobre el Cerro Garabitas. Per a aquesta operació va participar integrada en la «1a Agrupació», manada pel major de milícies Etelvino Vega. Durant els següents mesos va romandre en el front de Madrid, agregada a la 6a Divisió, sense prendre part en operacions militars de rellevància. En la primavera de 1938 es trobava adscrita a la 65a Divisió. El 13 de juny, a causa de l'ofensiva franquista en el front de Llevant, la 75a BM va ser enviada com a reforç a aquesta zona, integrant-se en la 15a Divisió i, posteriorment, en la 49a Divisió. Fins al final de la contesa va romandre en aquest front, sense tenir un paper rellevant.

## Comandaments
Comandants
- Comandant d'infanteria Miguel Melero Blanco;
- Comandant d'infanteria Antonio Máximo Ludeña;
- Major de milícies Carlos Vellido Tardío;

Comissaris
- Eleuterio Dorado Lanza, d'IR;
- José de la Vega Ruiz;
- Alfonso Reyes Senén, de IR;